# Säveån-Hedefors

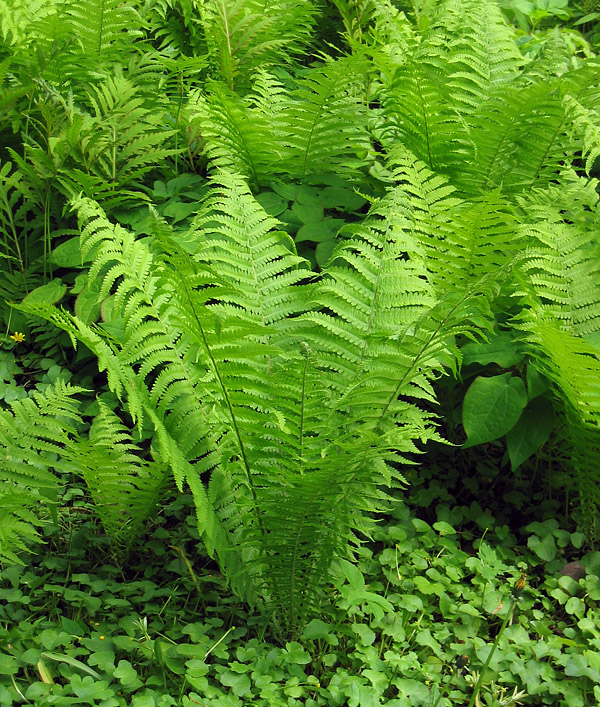
Strutbräken

Säveån-Hedefors är ett naturreservat i Lerums socken i Lerums kommun i Västergötland. 
Reservatet är skyddat sedan 2012 och omfattar 23 hektar mark längs Säveån nordost om samhället Lerum. Uppströms i nordöst ansluter Säveåns dalgångs naturreservat. I området finns raviner, meanderbågar och ädellövskog. 
I områden med klibbal finns en rik flora med vedsvampar som kantarellmussling och sotdyna. Där växer även vitsippor, svalört, strutbräken och springkorn. Tidvis uppträder strömstare, forsärla, storskrake, drillsnäppa, kungsfiskare och backsvalor. Inom reservatetets gränser finns Hedefors kraftverk.
Säveåprojektet arbetar med att förbättra miljön för lax, havsöring, ål inom området. Laxen återkommer varje år till Säveån för att leka.  
Naturreservat förvaltas av Västkuststiftelsen.